# Ignacio Velasco
Antonio Ignacio Velasco García, S.D.B. (Acarigua, 17. siječnja 1929. - Caracas, 6. srpnja 2003.), je bio venezuelanski rimokatolički kardinal i nadbiskup Caracasa.

## Životopis
Ignacio Velasco je rođen u Acarigui, 17. siječnja 1929. godine. U Družbu Salezijanaca je ušao 1944. godine. Na salezijanskom sveučilištu u Torinu je dobio doktorat iz filozofije i pedagogije. Na Papinskom sveučilištu Gregoriana je doktorirao teologiju.  
Za svećenika je zaređen 17. prosinca 1955. godine. Za svoje geslo je uzeo Sluga Krista za braću (lat. Servus Christi pro fratribus). 23. listopada 1989. imenovan je za apostolskog vikara Puerto Ayacucha. Za biskupa Utimmire je posvećen 6. siječnja 1990. godine. Za nadbiskupa Caracasa je zaređen 14. srpnja 1995. Kardinalom je postao na konzistoriju 21. veljače 2001. te mu je dodijeljena crkva S. Maria Domenica Mazzarello. 
Bio je poznat po svojim kritikama venezuelanskog predsjednika Huge Chaveza. Tijekom pokušaja vojnog udara u Venezueli 2002. godine, kardinal Velasco je bio prvi od 400 potpisnika Uredbe Carmon (Uredba o konstituiranju vlade demokratske tranzicije i nacionalnog jedinstva).

## Vanjske poveznice
- (engl.) Ignacio Velasco na catholic-hierarchy.org